# Aulonium trisulcum
Aulonium trisulcum is een keversoort uit de familie somberkevers (Zopheridae). De wetenschappelijke naam van de soort werd in 1785 gepubliceerd door Etienne Louis Geoffroy.
De soort komt voor van West-Europa tot het noorden van Iran. Zowel de larven als de volwassen kevers leven onder de bast van verschillende soorten loofbomen. De volwassen kevers komen tevoorschijn bij nacht. Het zijn snelle lopers en goede vliegers, die meestal in de lente kunnen worden waargenomen.
De imago is tussen 4,5 en 7 mm lang.